# Horoskop

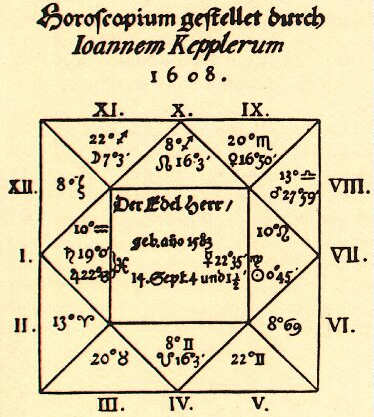
Horoskop Albrechta Wallensteina postawiony przez Johannesa Keplera w 1608

Horoskop (z greki: podglądanie godziny; hora – godzina; skopein – zaglądać, podglądać, podpatrywać) – w astrologii przepowiednia lub charakterystyka danej osoby, czy też wydarzenia, sporządzona na podstawie układu ciał niebieskich według daty, godziny i miejsca.
Iluzję skuteczności horoskopów tłumaczy się efektem Barnuma i innymi błędami poznawczymi . Tworzenie horoskopów jest dziedziną pseudonaukową.

## Horoskop dziś
Podobnie jak inne metody wróżbiarskie, horoskopy nie są uznawane przez współczesną naukę, a ich krytycy często zauważają, że wiele horoskopów wykorzystuje tendencyjność poznawczą i celowo ogólnikowe sformułowania, by stworzyć iluzję skuteczności (patrz: Efekt Forera). Mimo tego horoskopy cieszą się dużą popularnością.
Większość publikowanych dziś horoskopów w prasie kolorowej jest jedynie formą zabawy, ma charakter ogólny i dotyczy znacznych grup populacji uszeregowanych według daty urodzenia (zwykle w powiązaniu ze znakiem Zodiaku, to jest odcinkiem ekliptyki). Ich autorami bywają osoby całkowicie nieznające się na astrologii.
Współcześni astrolodzy zajmują się, jak przed wiekami, przede wszystkim wykreślaniem i interpretacją horoskopów indywidualnych dla poszczególnych osób. Znajdują się w nim pozycje wszystkich planet oraz wiele dodatkowych punktów, np.: Domy (związane z godziną i miejscem urodzenia). Dodawane są niekiedy również nowo odkryte planetoidy i asteroidy.

## Obliczenia
Do obliczenia horoskopu potrzebne są następujące dane:
- data narodzin lub zdarzenia
- godzina i minuty,
- dane miejsca urodzenia (długość i szerokość geograficzna).

Horoskop osób urodzonych w tym samym dniu może różnić się radykalnie, biorąc pod uwagę położenie ciał niebieskich w domach Zodiaku, aspektami, czyli odległościami kątowymi planet względem siebie.

## Horoskop a religia
- W chrześcijaństwie wiara w informacje z horoskopów jest grzechem, ponieważ zdarzenia mające się przytrafić człowiekowi zna tylko Bóg, a ich odgadnięcie przez istotę cielesną wymaga interwencji Ducha Świętego. Horoskop przyjmuje natomiast, że los ludzi zapisany jest w ciałach niebieskich i z ich obserwacji można niektóre informacje odczytać. Wiara w horoskopy to poważne złamanie pierwszego przykazania dekalogu.
Pismo Święte wypowiada się w tej sprawie następująco:

Niechaj się stawią, by cię ocalić, owi opisywacze nieba, którzy badają gwiazdy, przepowiadają na każdy miesiąc, co ma się z tobą wydarzyć. Oto będą jak źdźbła słomiane, ogień ich spali. Nie uratują własnego życia z mocy płomieni.

- W hinduizmie astrologia wedyjska jest nauką postrzegania wpływu wyższej siły na istotę ludzką i Wszechświat. Według prawa karmy horoskop jest interpretacją skutków naszych działań w obecnym i przeszłych życiach.

nimitta-matram evasau    srjyanam sarga-karmani
pradhana-karani-bhuta    yato vai srjya-śaktayah
W stworzeniu materialnym Bóg jest tylko najwyższą przyczyną. Bezpośrednią przyczyną jest natura materialna, dzięki której pojawiła się ta manifestacja kosmiczna. Jest wiele gatunków żywych istot, takich jak półbogowie, istoty ludzkie i niższe zwierzęta, i wszystkie z nich podlegają skutkom swoich przeszłych dobrych i złych czynów. Bóg tylko odpowiednio ułatwia im spełnianie takich czynów i reguluje je trzema siłami natury materialnej – gunami. Nigdy jednak nie jest odpowiedzialny za ich przeszłe i obecne czyny.

## Statystyki
Według badań CBOS w 2018 roku 45 procent polskich respondentów czytało horoskopy; wśród kobiet 55%, wśród mężczyzn 34%.